# Alfred McEwen
El Dr. Alfred McEwen és professor de geologia planetària a la Universitat d'Arizona.

## Biografia
McEwen va obtenir un doctorat en Geologia planetària el 1988 a l'Arizona State University. És membre del Lunar and Planetary Institute on dirigeix al director del Planetary Image Research Laboratory. És membre de l'equip de ciències de la imatge de la missió Cassini-Huygens a Saturn, co-investigador de l'equip del Lunar Reconnaissance Orbiter i investigador principal de la High Resolution Imaging Science Experiment (HiRISE) a bord del Mars Reconnaissance Orbiter.
McEwen va participar en els equips científics de la Mars Odyssey, Mars Global Surveyor i Galileo.

## Premis
El 2015, McEwen va rebre el Premi Whipple pel seu treball al HiRISE.

## Publicacions
- McEwen, Alfred S. «The Long and Arduous Quest to Find Flowing Water on Mars May Be Over» (en anglès). Scientific American, 308, 5, 5-2013, pàg. 44-51 [Consulta: 9 febrer 2016].